# Gustav Berling
Gustav Johann Emil Berling, né le 6 novembre 1869, à Schwerin, Mecklembourg et mort le 17 mars 1943 à Cologne,, est un ingénieur et inventeur allemand.

## Vie
Gustav Berling est le fils du marchand de manufactures (Heinrich) Paul (Georg) Berling et de sa femme Louise Maria Friederike, née Neckel. Il fréquente le Realgymnasium de Schwerin, termine sa scolarité en 1889 avec l’Abitur et étudie la construction navale et l’ingénierie mécanique à l’université technique de Berlin-Charlottenburg. Après avoir terminé ses études, il est employé dans la marine impériale allemande en 1895. En 1898, il est nommé maître d'œuvre au département de génie mécanique du chantier naval impérial de Kiel. Le 4 avril 1904, après une longue période d’hésitation et d’examen de la situation, le Reichsmarineamt chargea le chef de la construction navale Berling de concevoir et de construire un sous-marin allemand pour la guerre navale. Berling développa ensuite un sous-marin côtier à double coque au chantier naval Germania à Kiel. La conception de Berling est basée sur les trois sous-marins de la classe Karp qui ont été testés avec succès en 1902 et qui ont ensuite été exportés vers la Russie. La construction commença finalement en avril 1905, et le sous-marin développé par Berling fut mis en service par la marine impériale allemande le 16 décembre 1906, sous le nom de U-1. Ce fut le premier sous-marin militaire allemand.
Le 14 mars 1908, Berling est décoré de l’Ordre de l'Aigle rouge de quatrième classe pour ses services.
De 1904 à mars 1912, Berling est ingénieur en chef et chef du département des sous-marins de l’inspection des torpilles de la Reichsmarineamt. Pendant cette période, à partir de 1908, il a été impliqué de manière significative dans le développement de nombreux sous-marins allemands et dans le développement de la force sous-marine allemande. Le 1er avril 1912, il devient directeur des opérations pour les nouveaux bâtiments du chantier naval impérial de Kiel.
Gustav Berling meurt en mars 1943 dans un bombardement aérien sur Cologne.

## Distinctions
- *  Ordre de l'Aigle rouge de quatrième classe (14 mars 1908)

## Œuvres
- Gustav Berling et Willy Rössler, Festigkeitsuntersuchungen zur Normung der Stahl-Aluminium-Seile, VDI-Verlag, Berlin, 1927.